# Lakshmi Chandrashekar
Lakshmi Chandrasheka est une actrice du cinéma kannada et du théâtre indien. Elle remporte le prix Aryabhata (en) de la meilleure actrice, en 2002, puis un prix honoraire de l'Académie Karnataka Nataka, en 2014, pour ses rôles dans le domaine de l'art dramatique et du théâtre,.

## Filmographie partielle
- Kiragoorina Gayyaligalu (en) (2016)[3].
- Tananam Tananam (en) (2006)
- Beru (en) (2005)[3].
- Atithi (en) (2002)[3].
- Mathadana (en) (2001)[3].
- Avasthe (en) (1987)[3].